# 谷河内
谷河内（やごうち）は、東京都江戸川区の地名・町名。住居表示実施済み。現行行政地名は谷河内一丁目および谷河内二丁目。

## 地域
谷河内一丁目に隣接する地域は、北は鹿骨二丁目、東は篠崎町八丁目、南は瑞江一丁目、西は春江町一丁目および新堀二丁目。
谷河内二丁目に隣接する地域は、北は篠崎町七丁目・八丁目、東は篠崎町六丁目、南は南篠崎町四丁目、西は瑞江一丁目。
東京都江戸川区南東部に位置する。一丁目と二丁目は京葉道路と柴又街道の交差点をはさんだ対角線上のブロックに位置している（一丁目：北西と、二丁目：南東の位置関係）。なお、徒歩で一丁目 - 二丁目間を移動する場合、瑞江または篠崎町を通らなければ行くことができない。

## 成立
1932年（昭和7年）の江戸川区成立時に谷河内町（丁目なし）として成立した。1966年（昭和41年）、篠崎地区の町名地番整理（住居表示の実施ではない）により、（旧）谷河内町一・二丁目が成立、丁目なしの谷河内町は廃止された。
その後、1990年（平成2年）の住居表示実施により、（旧）谷河内町一丁目の大部分は篠崎町八丁目に変更された。1991年（平成3年）の住居表示実施により、（新）谷河内一丁目が成立。1993年（平成5年）の住居表示実施により、（新）谷河内二丁目が成立した。この時点で、1966年（昭和41年）成立の谷河内町一・二丁目は消滅した。
1966年（昭和41年）成立の谷河内町一丁目と、1991年（平成3年）成立の谷河内一丁目とは、全く別の区域である。1991年（平成3年）成立の谷河内一丁目のうち、東端の18 - 20番街区のみが旧谷河内町一丁目で、1 - 17番街区は旧・西瑞江一丁目である。1966年（昭和41年）成立の谷河内町一丁目は、前述のように大部分が篠崎町八丁目となっている。

## 世帯数と人口
2025年（令和7年）1月1日現在（江戸川区発表）の世帯数と人口は以下の通りである。
| 丁目         | 世帯数    | 人口    |
| ------------ | --------- | ------- |
| 谷河内一丁目 | 459世帯   | 985人   |
| 谷河内二丁目 | 912世帯   | 2,036人 |
| 計           | 1,371世帯 | 3,021人 |

### 人口の変遷
国勢調査による人口の推移。
| 年                 | 人口  |
| ------------------ | ----- |
| 1995年（平成7年）  | 1,812 |
| 2000年（平成12年） | 1,961 |
| 2005年（平成17年） | 2,163 |
| 2010年（平成22年） | 2,911 |
| 2015年（平成27年） | 3,087 |
| 2020年（令和2年）  | 3,105 |

### 世帯数の変遷
国勢調査による世帯数の推移。
| 年                 | 世帯数 |
| ------------------ | ------ |
| 1995年（平成7年）  | 705    |
| 2000年（平成12年） | 766    |
| 2005年（平成17年） | 876    |
| 2010年（平成22年） | 1,154  |
| 2015年（平成27年） | 1,217  |
| 2020年（令和2年）  | 1,296  |

## 学区
区立小・中学校に通う場合、学区は以下の通りとなる(2023年4月時点)。なお、江戸川区では学校選択制度を導入しており、区内全域から選択することが可能。。
| 丁目         | 番地 | 小学校               | 中学校               |
| ------------ | ---- | -------------------- | -------------------- |
| 谷河内一丁目 | 全域 | 江戸川区立新堀小学校 | 江戸川区立春江中学校 |
| 谷河内二丁目 | 全域 | 江戸川区立春江小学校 | 江戸川区立春江中学校 |

## 事業所
2021年（令和3年）現在の経済センサス調査による事業所数と従業員数は以下の通りである。
| 丁目         | 事業所数 | 従業員数 |
| ------------ | -------- | -------- |
| 谷河内一丁目 | 31事業所 | 273人    |
| 谷河内二丁目 | 44事業所 | 394人    |
| 計           | 75事業所 | 667人    |

### 事業者数の変遷
経済センサスによる事業所数の推移。
| 年                 | 事業者数 |
| ------------------ | -------- |
| 2016年（平成28年） | 74       |
| 2021年（令和3年）  | 75       |

### 従業員数の変遷
経済センサスによる従業員数の推移。
| 年                 | 従業員数 |
| ------------------ | -------- |
| 2016年（平成28年） | 664      |
| 2021年（令和3年）  | 667      |

## 交通

### 公共交通
鉄道
町域内に鉄道駅はない。しかし、隣接する篠崎町および瑞江にそれぞれ1路線1駅があるため、地域住民の鉄道交通機関の利用に困難は少ない。以下に最寄駅を挙げる。
- 東京都交通局
  - 都営地下鉄新宿線：篠崎駅（篠崎町）/瑞江駅（瑞江）

路線バス
- 都営バス
  - 船28：船堀駅〜西一之江四丁目〜松江第四中〜春江団地〜篠崎駅
- 京成バス
  - 小73：小岩駅〜南小岩二丁目〜瑞江駅〜江戸川スポーツランド/江戸川清掃工場

### 道路
道路
- 首都高速7号小松川線
- 国道14号（京葉道路）
- 東京都道307号王子金町江戸川線
- 鹿本通り

## 施設
公園･レクリエーション・スポーツ
- 東井堀親水緑道（江戸川区登録史跡、東井堀跡）
- 谷河内テニスコート

## 史跡
- 日枝神社
- 妙泉寺
- 妙泉寺八角堂

## その他

### 日本郵便
- 集配担当する郵便局と郵便番号は以下の通りである[16]。

| 丁目         | 郵便番号 | 郵便局       |
| ------------ | -------- | ------------ |
| 谷河内一丁目 | 132-0002 | 江戸川郵便局 |
| 谷河内二丁目 | 133-0002 | 小岩郵便局   |